# Campeonato Paraibano de Futebol de 1934
O Campeonato Paraibano de Futebol de 1934 foi a 25ª edição (oficial) deste campeonato. Sua organização e direção ficou por conta da Liga Desportiva Parahybana. Contou com a participação de 6 times e ao final o Esporte Clube Cabo Branco da cidade de João Pessoa, levou a melhor sobre os seus concorrentes e conquistou o seu oitavo título estadual.
Esse campeonato marcou a estreia do Botafogo, clube que se tornaria o maior campeão estadual da atualidade.

## Participantes
O campeonato estadual de 1934 contou com 6 participantes, foram eles:
| Clube                     | Cidade      |
| ------------------------- | ----------- |
| Botafogo Futebol Clube    | João Pessoa |
| Esporte Clube Cabo Branco | João Pessoa |
| Palmeiras Sport Club      | João Pessoa |
| Pytaguares Futebol Clube  | João Pessoa |
| Sol Levante Esporte Clube | João Pessoa |
| Sport Club João Pessoa    | João Pessoa |

## Vencedor
| Campeonato Paraibano de Futebol de 1934       |
| --------------------------------------------- |
| Esporte Clube Cabo Branco Campeão (8º título) |